# Обама, Мишель
Мише́ль Лаво́н Ро́бинсон Оба́ма (англ. Michelle LaVaughn Robinson Obama; род. 17 января 1964[…], Чикаго, Иллинойс) — американский адвокат, супруга 44-го президента США Барака Обамы. 49-я первая леди США (2009 — 2017).

## Биография
Мишель Лавон Робинсон родилась и выросла в южной части Чикаго. После окончания средней школы получала образование в Принстонском университете и Юридической школе Гарвардского университета, после чего вернулась в Чикаго, где работала в юридической фирме «Сидли Остин», затем в мэрии Чикаго и в медицинском центре при Чикагском университете.
Брат Мишель — Крейг Робинсон, тренер мужской баскетбольной команды Университета штата Орегон.
С Бараком Обамой познакомилась, когда он стал сотрудником «Сидли Остин». Даже после избрания Барака Обамы в Сенат США семья предпочла не переезжать в столицу США Вашингтон и осталась жить в южной части Чикаго.
В отличие от своего мужа, Барака Обамы, Мишель является потомком чернокожих рабов. Её прапрапрапрабабушку в 1850 году указал в завещании американский рабовладелец в качестве имущества как «негритянскую девочку Мелвинию» стоимостью 475 долларов.
В американской прессе Мишель Обаму часто сравнивают с Жаклин Кеннеди и принцессой Дианой. Мишель Обама — первая в истории первая леди США афроамериканского происхождения.
В саду президентской резиденции Мишель Обама развела огород. На небольшом участке земли она планировала выращивать дешёвые и вкусные экологически чистые овощи. В этом начинании её уже сравнивают с Элеонорой Рузвельт, которая в разгар Великой депрессии стала выращивать овощи на своём участке.
Заняла 93-е место в списке Maxim Top 100 в 2009 году.
В 2010 году заняла первое место в рейтинге 100 самых влиятельных женщин мира, составленном журналом Forbes. Кроме того, первая леди США объявляла лауреата главной номинации премии «Оскар» (85 церемония) «Лучший фильм».
Мишель Обама снялась в эпизодической роли в популярном американском молодёжном сериале «АйКарли» (5 сезон). В нём она сыграла саму себя.
В 2012 году Барак Обама заявил, что его жена, как и он, поддерживает однополые браки.
В 2015 году вместе с Керри Вашингтон и Сарой Джессикой Паркер снялась для майской обложки журнала Glamour.
В 2016 году вышел фильм «Саутсайд с тобой», основой событий которого является первая встреча будущей первой леди с Бараком Обамой летом 1989 года. Картина базируется на мемуарах Барака Обамы.
Во время президентской кампании 2016 года Мишель Обама публично поддержала кандидатуру Хиллари Клинтон и выступила на Национальном съезде Демократической партии в Филадельфии. Она также неоднократно выступала на публике в рамках кампании Клинтон, в том числе вместе с кандидатом.
В мае 2018 года Мишель Обама вместе с супругом заключили контракт с компанией Netflix на съемку фильмов и сериалов.
Член Американской академии искусств и наук (2019).
В декабре 2019 года заняла третье место в списке самых высокооплачиваемых писателей 2019 года по версии американского журнала Forbes с доходами $36 млн с продаж своей книги «Становление» (англ. Becoming).
Её именем назван новый открытый вид паука Spintharus michelleobamaae.

## Книги
- Обама Мишель. Becoming. Моя история (фрагмент) = Becoming / под ред. Ланцовой Евгении, пер. с английского Мышкиной Яны. — М.: Бомбора, 2019. — 480 с. — ISBN 978-5-04-101892-4. Архивировано 19 июля 2021 года.